# Amadou Abdramane
Amadou Abdramane (en arabe : أمادو عبدالرحمن) est un colonel de l'armée de l'air nigérienne qui est le porte-parole du Conseil national pour la sauvegarde de la patrie depuis le coup d'État nigérien de 2023. Il est promu au grade de général de division,le 3 juin 2024

## Biographie
Le 26 juillet 2023, il prononce une allocution télévisée annonçant que le gouvernement du président Mohamed Bazoum a été renversé : « Nous, Forces de défense et de sécurité (FDS) réunis au sein du conseil national pour la sauvegarde de la patrie (CNSP), avons décidé de mettre fin au régime que vous connaissez », annonçant également des mesures telles que la suspension de la Constitution du Niger, la fermeture de ses frontières, la suspension de toutes les institutions et un couvre-feu national.